# Broch de Culswick
Le broch de Culswick est un broch situé sur la côté occidentale de l'île de Mainland dans les Shetland en Écosse. Le broch est construit en pierre rouge, il est situé sur un promontoire de 3 mètres de haut. Une large partie de ses murs se sont effondrés et ont laissé de nombreux décombres en son sein. Un dessin en 1774, permet de connaître son état de conservation à l'époque. Son entrée est marquée par une imposante pierre triangulaire.